# アレナ・ダ・バイシャーダ
アレナ・ダ・バイシャーダ（葡: O Estádio Joaquim Américo Guimarães, Arena da Baixada）は、ブラジルのパラナ州クリチバ市アーグア・ヴェルデ地区（Água Verde）にあるサッカー専用スタジアムである。旧称は京セラ・アレナ（Kyocera Arena）。
ブラジルの国内サッカーリーグであるカンピオナート・ブラジレイロに所属するサッカークラブアトレチコ・パラナエンセが本拠地としている。1999年に完成した現在のスタジアムはブラジル国内でも最もモダンなサッカースタジアムのひとつで、最大収容人数は32,864人となっている。

## 名称
建設当初の名称はバイシャーダ・ダ・アーグア・ヴェルデ（Baixada da Água Verde）というものだった。これはスタジアムがクリチバ市内のアーグア・ヴェルデ地区のくぼ地（Baixada）に位置していることに由来する。
1934年に、かつてこのスタジアムを本拠地としていたインテルナシオルFCの元監督、ジョアキン・アメーリコ・ギマランイスを称え、スタジアムの名は「エスタジオ・ジョアキン・アメーリコ・ギマランイス」（Estádio Joaquim Américo Guimarães）というものになった。2005年から2008年まで正式名称が「京セラ・アレナ」に変わっていた間も、このスタジアムを「ジョアキン・アメーリコ」と呼ぶ者は少なくなかった。
通称としては、スタジアムが建っている場所の地形から「アレナ・ダ・バイシャーダ」（Arena da Baixada, 「くぼ地のスタジアム」）、色と形状から「カルデイラォン・ド・ディアボ」（Caldeirão do Diabo, 「悪魔の大釜」）などがある。
数々の呼称の中でも、名前としての歴史が古いこともあり、ファンやメディアの間では「バイシャーダ」という呼称が比較的一般的に使用されている。

## 歴史
アレナ・ダ・バイシャーダの建設地は古くはブラジル陸軍の弾薬庫があった場所であり、建設当時はカルロス・ハウエルという人物の一家が所有する小農園だった。この土地れをインテルナシオナルの監督ジョアキン・アメーリコ・ギマランイスが借り受け、1912年にスタジアムの建設が開始され、1914年6月6日に完成した。
完成当初、コリチバなど近くのサッカークラブとの非公式試合が行われた後、このスタジアムにおける初の公式試合は、完成同年の1914年9月6日に、パラナ州のサッカークラブチーム、インテルナシオナルFCとフラメンゴとの間で行われ、3,000人以上の観客を迎えたこの試合は7対1でフラメンゴが大勝し、このスタジアムにおける初得点はこの試合でフラメンゴのアルナウド（Arnaldo）が挙げた。
1917年7月31日にジョアキン・アメーリコはこの世を去ったが、ハウエルは土地の使用期限をさらに延ばすことに同意し、しばし問題なく時は移ろうこととなる。
1924年にインテルナシオナルFCと、同じくパラナ州に存在したアメリカFCという2つのサッカークラブが合併しアトレチコ・パラナエンセとなった。アトレチコはクリチバ市から市内中心部に土地を贈与されたが、同地にスタジアムを新たに建設すべきか、悩んだ末に結局、バイシャーダに留まることとした。
老齢となり土地の処分を考えたカルロス・ハウエルから、1929年にアトレチコに対して土地の購入をするか、さもなくば立ち退くかの二者択一を迫る「最後通牒」を受けた。アテレチコには即座にそれに応じるだけの資金はなかったが、当時アトレチコのオーナーであったルイス・フェリシアノ・ギマランイス（Luiz Feliciano Guimarães）と彼に雇われていたエルマノ・フランコ・マシャド（Hermano Franco Machado）は、共同してハウエルから土地を買い取り、以後、スタジアムが建つその土地をアトレチコに貸し与えた。
1933年には晴れてアトレチコの所有となり、翌1934年にはスタジアムの名称をジョアキン・アメーリコの名を冠したものに変えた。
時が経って1970年代になるとスタジアムは使用されなくなり、一時的に放置状態となったが、1984年に使用が再開され、1990年代にかけ試合が開催された。1990年代の半ばに新スタジアムの建設が決定されたため、旧スタジアムは1997年3月26日をもって取り壊された。
1999年6月に新スタジアムが完成し、現在の姿となる。新スタジアムにおける初試合は、1999年6月24日にアトレチコ・パラナエンセとパラグアイのセロ・ポルテーニョとの間で行われ、2対1でアトレチコが勝利した。初得点は、アトレチコのルカスによって挙げられた。
その後、2005年に京セラドキュメントソリューションズのアメリカ支社がスタジアムの命名権を取得し、同年より「京セラアリーナ」が正式名称となった。
2005年末時点でのスタジアムの観客動員数の最高記録は、2001年12月16日のアトレチコ対ADサンカエターノ戦で記録した31,740人となっている。この試合は4対2で、アトレチコが勝利した。
2016年5月14日に開催されたUFC 198が入場者数45,207人を動員し会場新記録となった。
2017年にはFIVBワールドリーグ決勝ラウンドの会場に選ばれた。

## 2014 FIFAワールドカップ
| 日時    | 時間(UTC-3) | チーム#1       | 結果 | チーム#2     | ラウンド | 観衆   |
| ------- | ----------- | -------------- | ---- | ------------ | -------- | ------ |
| 6月16日 | 16:00       | イラン         | 0–0  | ナイジェリア | Group F  | 39,081 |
| 6月20日 | 19:00       | ホンジュラス   | 1–2  | エクアドル   | Group E  | 39,224 |
| 6月23日 | 13:00       | オーストラリア | 0–3  | スペイン     | Group B  | 39,375 |
| 6月26日 | 17:00       | アルジェリア   | 1-1  | ロシア       | Group H  | 39,311 |